# Enkenbach-Alsenborn
Enkenbach-Alsenborn est une municipalité d'Allemagne de l'arrondissement de Kaiserslautern située en Rhénanie-Palatinat.

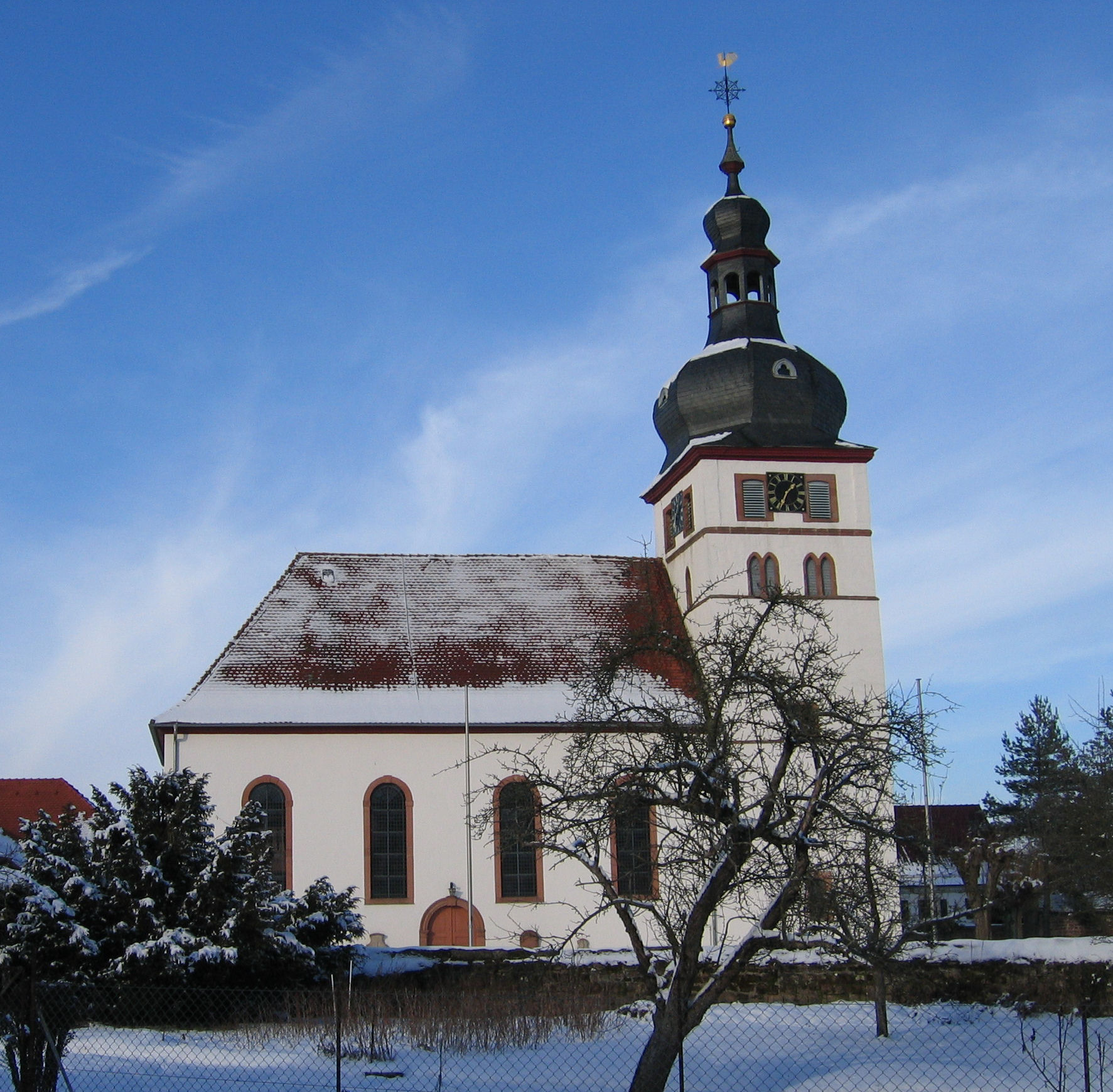
Alsenborn.
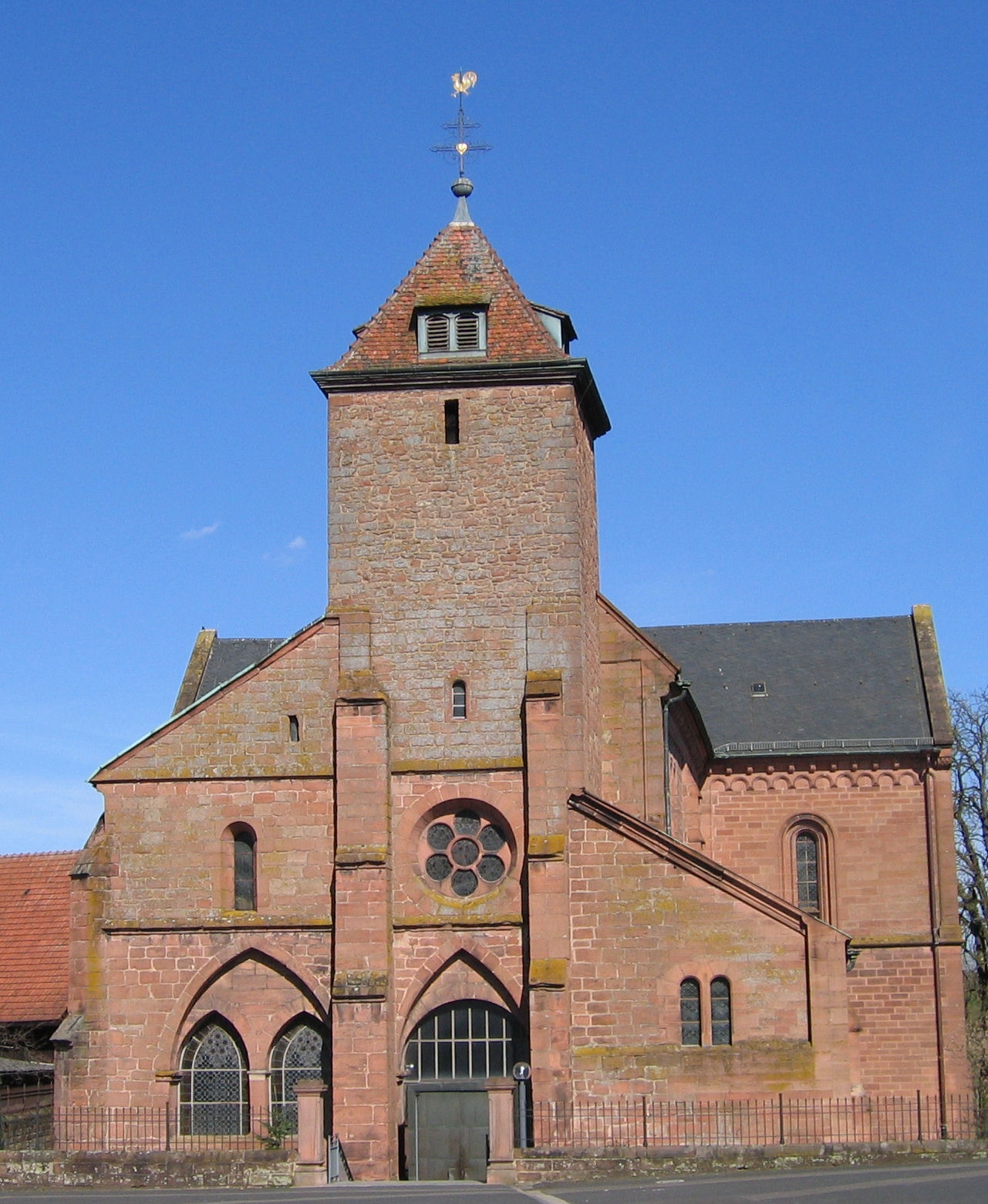
Enkenbach.
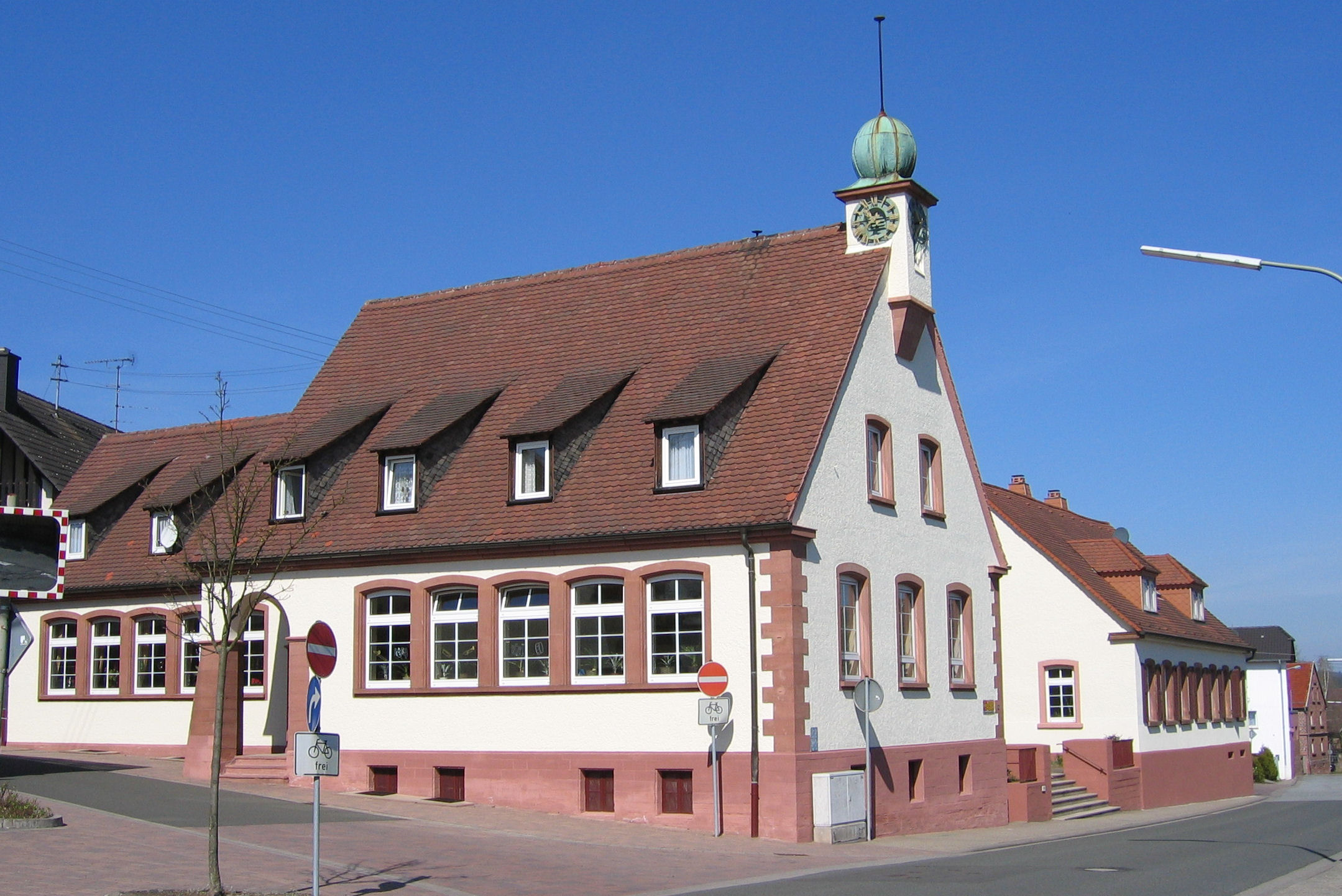
Mehlingen.
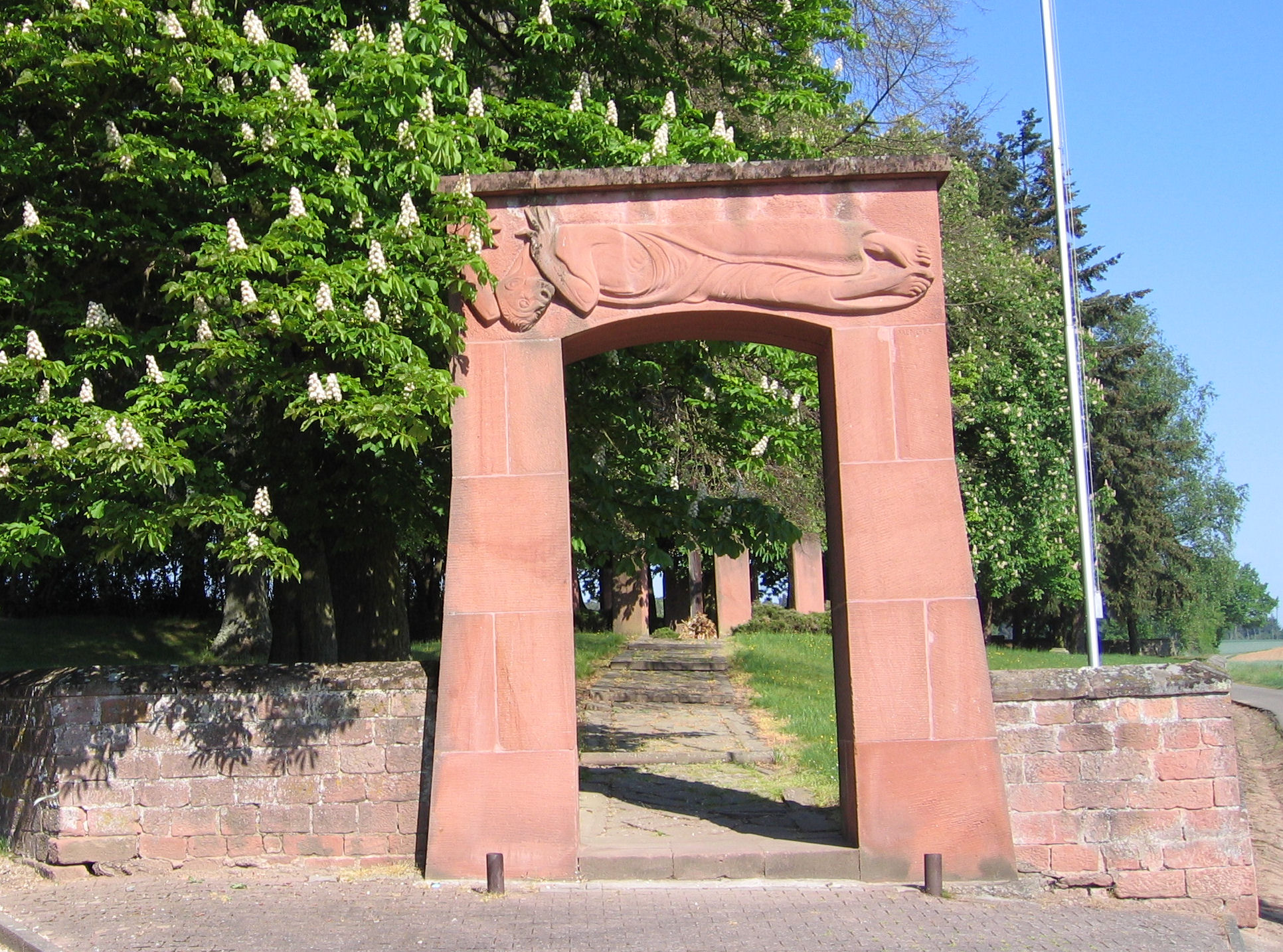
Baalborn.

## Sport
- Stade an der Kinderlehre, où est basé le club de football SV Alsenborn.

## Personnalités liées à la ville
- Wilhelm Mayer (1874-1923), homme politique né à Enkenbach.

## Jumelages
- France, Saint-Mihiel, depuis le 9 octobre 1983.